# 光線画

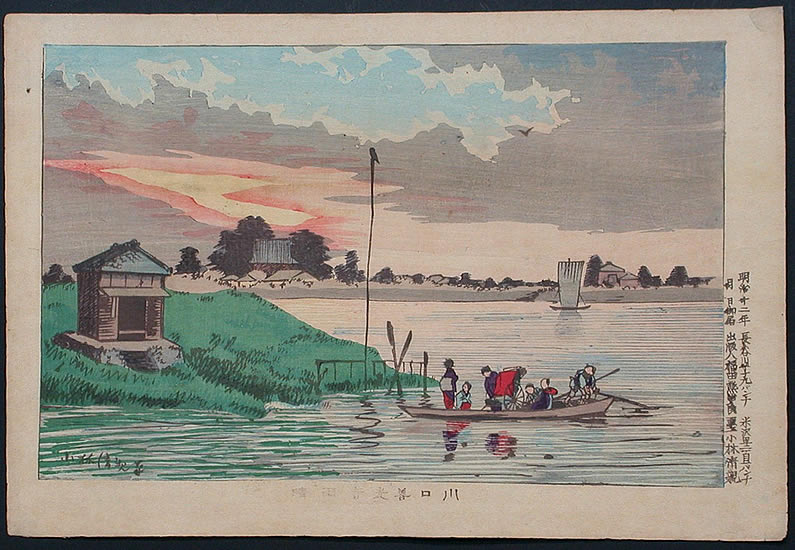
小林清親画「川口善光寺雨晴」（1879年）

光線画（こうせんが）とは、浮世絵の一種。明治時代初期に小林清親によって始められた、新しい様式の名所絵、風景画。同時期の他の浮世絵師たちが、明治期特有の毒々しい色彩を使用していたのと対照的に、清親らは文明開化の波に晒された江戸から東京に移りゆく都市景観を、光と影を効果的に用いて新しさと郷愁とが同居した独自の画風で描き人気を博した。

## 概要
明治9年（1876年）8月31日付で、清親が版元大黒屋松木平吉から「光線画」と名付けた「東京新大橋雨中図」（浮世絵 太田記念美術館、町田市立国際版画美術館などが所蔵）など5点を出版したのが最初である。この5点が好評で驚くほど売れたため、以後次々と出版された。明治12年（1879年）からは、版元が福田熊次郎に移り、彫り、摺り共に充実した作品が次々と出ている。出版までの事情は明確ではないが、清親の5女・哥津は「人形町の具足屋（福田熊次郎）や両国の大平（松木平吉）等といふ人が、父のかいたスケッチ帳を見て、一ふんぱつしの気で、横画の木版にして見たら、又変わってゐてよいかもしれぬといふような事から、実行された」と述懐している。光線画の名前は松木が考案した。当時市中にガス灯が灯りはじめ、人々が光は線条をなすのに気づいたため「光線」という言葉が流行したと言われる。清親が手がけた光線画は、5年間で松木から17点、福田から76点の総数93点にのぼる。これらは、清親没後の回顧展などで「東京名所絵」の名で一連の作品として括られ、現在でもそのように扱われる。
しかし、明治14年（1881年）夏、清親は光線画の制作を中止し、以後風景画を描くことはあっても、光線画風には描かなかった。その理由は、清親自身の言葉や、清親の娘哥津の回想でも語られていない。同年1月と2月の大火事で、先妻との関係が破綻したためとも、版元である松木の経営悪化によるとも見られ、事実清親作品の出版は大幅に減少する。また、画家が愛した江戸の風景が無くなったためとも、明治十四年の政変で反政府派に転向した清親にとって、明治政府による社会変革を肯定的に見る視覚を誘う光線画は耐え難い作品になったとも、弟子の井上安治の風景画における才能を認めたため、道を譲ったともいわれる。その後も光線画は根強い人気があり、安治が引き続き「東京名所絵」のシリーズを描き出版している。清親や安治以外で光線画を描いた絵師として、五姓田芳柳の弟子といわれ、明治13,14年に清親の影響を受けた作品を十数点発表した小倉柳村や、明治18年に「京阪名所図絵」（現在確認されているのは京都10点・大阪13点の計23点）を出版した京都の絵師野村芳国 (2代目) が挙げられる。なお清親や安治の光線画は、当時外国人に人気だった縮緬画（特殊な加工をして縮緬織物のような質感に仕立てたもの）も現存しており、土産品として海外にも受容されていたのを物語っている。
その後、錦絵の衰退に伴い光線画も描かれなくなるが、明治末になると清親の「東京名所絵」を再評価する動きが起こる。木下杢太郎は清親を訊ね、作品のことを聞き、大正2年（1913年）雑誌「美術」に「清親 東京名所絵」を発表する。同年永井荷風も『日和下駄』において、古き良き江戸時代の風景を伝えるとして清親の「東京名所絵」を高く評価した。こうした動きは、川瀬巴水や吉田博、土屋光逸らに引き継がれる事になる。

## 特色
清親による光線画の特色は、光と影、光の揺らぎ、色彩の変化を細やかに写実的に捉え、木版による西洋画ともいうべき点にある。西洋風の合理的な観察眼に基づいて、物象と、それにあたる光源の特性によって、全ての色彩と明るさ、ものの質感が現出されるという原理を踏まえ、それを巧みに取入れて新鮮な画面に定着させた。感傷的な情趣を作り出すのに、空の描写が果たす役割が大きい。風景画に於いて空は重要なモチーフであるが、清親は従来の錦絵風景画と異なり、水平線を画面中央より下に置き、広くなった空には、写生に基づく自然な色と形をもった夕焼け、朝焼け、月光を映す雲が描かれる。
清親はこれらを、自ら好んで行った写生や、写真、銅版画、石版画に学んだという。特に、当時の日本ではイギリス型の機関車しか走っていないにもかかわらず、アメリカ型の物を描いていることから、アメリカの石版画の影響が指摘されている。これら実験的な制作に当たって、清親は従来の錦絵と異なる版ごしらえについて職人たちに知識を促す必要があった。哥津は清親自身が彫り、絵具合わせまで行ったと回想している。実際はその通りではないようだが、清親自身が彫りや摺りに深く関わり、今までの木版手法にはない新しい表現に腐心していたことを物語っている。
版元の違いに因って、絵に違いが見られる。松木版は銅版画に倣った網目状の模様が見られるが、福田版では無くなりぼかしの技法が多くなる。また、松木版では多くの短い線を重ねて地面や物の形を表しているが、福田版では線を少なくし表現をやや簡略化する傾向がある。
明治初期における西洋文明移入期にあって、光線画は広重の『名所江戸百景』に代表される江戸名所図の系譜を引きつつも、今までにない新しい西洋風の手法で描いたものとして、人々に好感を持って迎えられた。明治9年は、フランスで第2回印象派展が開催された年にあたり、清親による光線画の制作と時期的に重なっている。

## ギャラリー

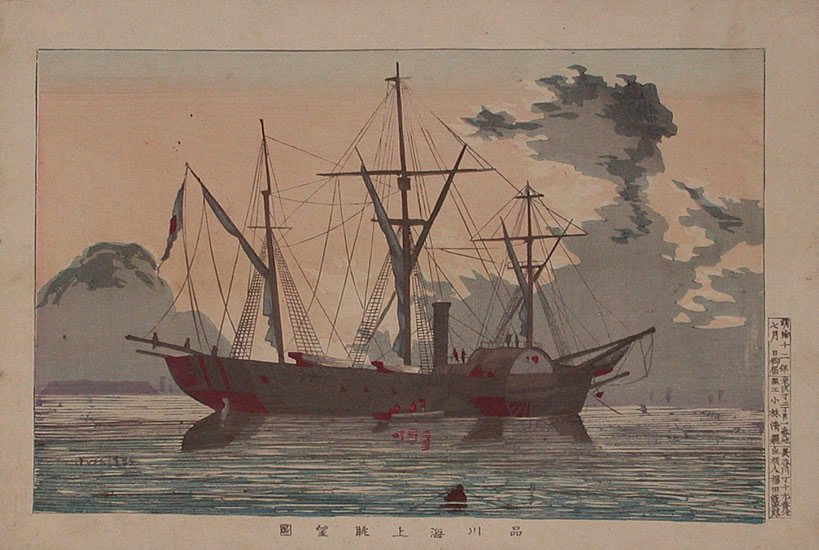
小林清親画「品川海上眺望図」（1879年）
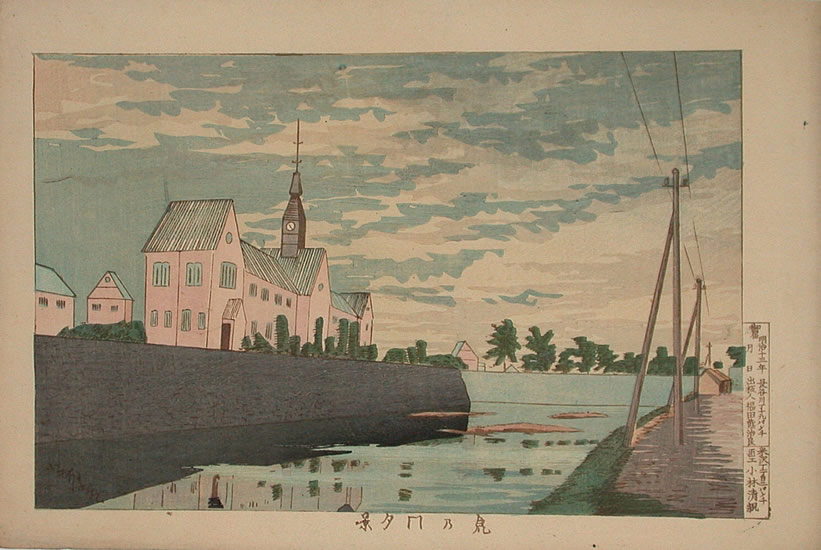
小林清親画「虎ノ門夕景」（1880年）
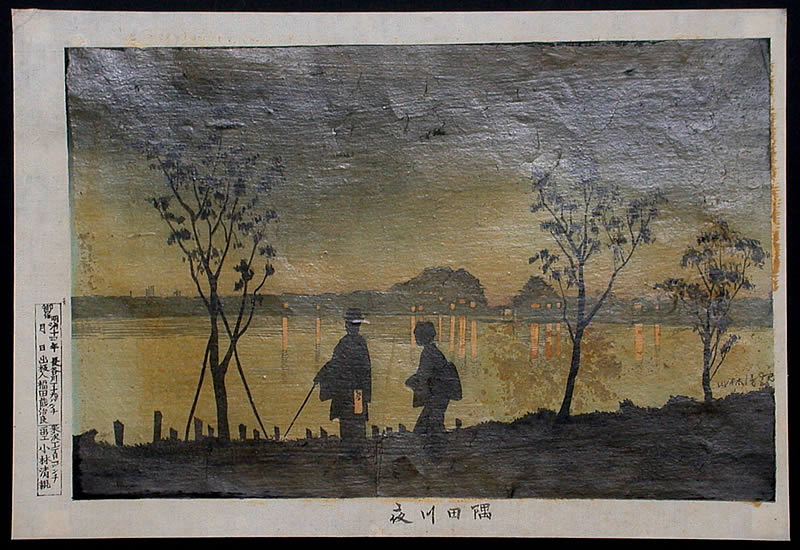
小林清親画「隅田川夜」（1881年）